# ゲイリー・シェローン
ゲイリー・シェローン（Gary Cherone、1961年7月26日 - ）は、アメリカのミュージシャン（ボーカリスト）、作詞家、作曲家。ロックバンド、エクストリームのボーカリストとして知られている。また、1997年から1999年まで、ヴァン・ヘイレンのボーカリストとして活動していた。フルネームは、ゲイリー・フランシス・ケイン・シェローン（Gary Francis Cane Cherone）。

## 来歴
マサチューセッツ州のモールデンで5人兄弟の三男として生まれた。中学校でポール・ギアリーと知り合い「ドリーム」というバンドを結成する。その後地元のクラブでプレイしたヌーノ・ベッテンコートを見かけた2人が彼を引き抜き、バンドを「エクストリーム」に改名。更にはヌーノの紹介で、彼自身が通い詰めていた楽器店の店員であったパット・バッジャーが加入。本格的に活動を開始した。
1996年、前年に発表したアルバムの売り上げ不振やヌーノのソロ活動への転身などもあってエクストリームが活動停止に追い込まれる。一方、バンドのファンでもあった兄弟からの誘いもあってヴァン・ヘイレンに加入。しかしながら前任者のデイヴィッド・リー・ロスやサミー・ヘイガーのような成功を収めることはできず、ツアー終了後のアルバム制作中に脱退。前述の失敗の責任を負わされて解雇されたといわれているが、ゲイリー自身はバンドとレコード会社の意見の食い違いでレコーディングが進まなかったことへ苛立ったためと話しており、ヴァン・ヘイレンに在籍した頃には特に負の感情は抱いていない。今でも、ヴァン・ヘイレンのメンバーとはときどき連絡を取り合うほど関係が続いているという。
その後、ボストンにて、エクストリーム時代の同僚であるマイク・マンジーニを迎えた新バンド「トライブ・オブ・ユダ (Tribe Of Judah)」での活動を経て、エクストリームの再結成に参加した。
2002年のサミー・ヘイガーとデイヴィッド・リー・ロスによる「サム・アンド・デイヴ・ツアー」のボストン公演にパット・バッジャーらと共にゲスト参加。これによりヴァン・ヘイレンの歴代リード・ボーカル3人の揃い踏みが実現した。
自身のボーカル・スタイルへの影響として、主にロジャー・ダルトリー（ザ・フー）、スティーヴン・タイラー（エアロスミス）、フレディ・マーキュリー（クイーン）などを挙げている。

## ディスコグラフィ

### エクストリーム
- 『エクストリーム』 - Extreme (1989年)
- 『ポルノグラフィティ』 - Pornograffitti (1990年)
- 『スリー・サイズ・トゥ・エヴリ・ストーリー』 - III Sides to Every Story (1992年)
- 『ウェイティング・フォー・ザ・パンチライン』 - Waiting for the Punchline (1995年)
- 『サウダージ・デ・ロック』 - Saudades de Rock (2008年)
- 『テイク・アス・アライヴ』 - Take Us Alive (2010年) ※ライブ
- 『ポルノグラフィティ・ライヴ25』 - Pornograffitti Live 25 (2016年) ※ライブ
- 『シックス』 - Six (2023年)

### ヴァン・ヘイレン
- 『ヴァン・ヘイレンIII』 - Van Halen III (1998年)

### トライブ・オブ・ユダ
- Exit Elvis (2002年)

### Cherone
- Need I Say More (2005年) ※EP

### ハートスマイル
- 『ハートスマイル』 - Hurtsmile (2011年)
- 『レトログレネイド』 - Retrogrenade (2014年)